# 기쿠가와정 (야마구치현)
기쿠가와정(菊川町)은 야마구치현 도요우라군에 존재했던 정이다.
2004년 10월 1일에 시모노세키시, 도요타정, 도요우라정, 호호쿠정과 합병해 새로운 시모노세키시가 되어 소멸하였다.

## 지리
정 전체가 완만한 산지로 둘러싸인 분지 지형을 이루고 있으며 분지 중심 부근에 인구가 집중되어 있다.

## 역사
- 1955년 4월 10일 - 기쿠가와촌, 도요히카촌 및 우쓰이촌의 일부가 합병으로 정으로 승격해 성립하였다.
- 2005년 2월 13일 - 시모노세키시, 도요타정, 도요우라정, 호호쿠정과 합병해 새로운 시모노세키시가 성립하였다. 동일 기쿠가와정은 폐지되었다.

## 교통

### 철도
철도는 존재하지 않으며 나카토 철도는 1956년까지 존재했었다.

### 도로
- 국도 제491호선 (일본)(일본어판)